# Flugplatz Herten-Rheinfelden

i7
i11
i13
Der Flugplatz Herten-Rheinfelden (ICAO-Code: EDTR) ist ein Sonderlandeplatz in Rheinfelden auf der Gemarkung des Ortsteils Herten in der Nähe der Deutsch-Schweizer Grenze. 

## Beschreibung
Der Sonderlandeplatz ist für Segelflugzeuge, Motorsegler, Ultraleichtflugzeuge und Motorflugzeuge mit einem Höchstabfluggewicht von bis zu zwei Tonnen zugelassen. Der Flugbetrieb ist auf Wochenenden und Feiertage beschränkt. Der Betreiber, die Luftsportgruppe Südwest, feierte 2012 ihr 60-jähriges Jubiläum.

## Zwischenfälle
Am 17. April 2011 flog eine Cessna 172 im Endanflug zu schnell. Nach dem ersten Aufsetzen in Höhe der Halbbahnmarkierung kam es zu einem Aufschweben und der Pilot versuchte laut Flugunfalluntersuchung durch Nachdrücken des Höhenruders, die Maschine auf den Boden zu zwingen, anstatt ein Durchstartmanöver durchzuführen. Dadurch erfolgte ein zweites Aufsetzen mit einer zu hohen Längsneigung von mindestens 25 Grad zwischen Fahrwerksebene und Landebahn, was zu einer Bodenberührung des Propellers und einem Brechen des Bugfahrwerks führte. Die Maschine überschlug sich, zerbrach und blieb hinter der Landebahn auf dem Rücken liegen. Der 88-jährige Pilot und sein Passagier wurden getötet.